# پودسارنگه
پودسارنگه (به لهستانی:  Podsarnie) یک روستا در لهستان است که در گمینا رابا وژنا واقع شده‌است.